# Benue (rivier)
Benue ([bān'wā], Frans: Bénoué) is een rivier in West-Afrika. Het is de belangrijkste zijrivier van de Niger qua lengte en qua debiet. De rivier is 1416 kilometer lang en het debiet bij de monding bedraagt 3.477 m³/s.

## Geografie
De rivier stroomt vanaf het Hoogland van Adamaoua in het noorden van Kameroen naar Lokoja in Nigeria, waar hij uitvloeit in de Niger. De bovenloop van de Benue heeft een sterk verval (600 meter over 240 km) en telt veel stroomversnellingen en watervallen. Daarna is er een kleiner verval en stroomt de rivier door een vruchtvare riviervlakte. De Benue stroomt nabij de plaats Garoua Nigeria binnen en stroomt daar onder meer door Yola, Ibi en Makurdi. De rivier wordt zelf ook gevoed door andere rivieren, onder meer de Mayo Kébbi in Centraal- en West-Kameroen en de Gongola, de Shemankar, de Faro, de Donga, de Katsina Ala en de Taraba in Nigeria. Bij de monding is de Benue meer dan 1,5 km breed.

## Economie
In het regenseizoen (van mei tot oktober) is de rivier bijna volledig bevaarbaar, wat in Afrika vrij uniek is. De meeste andere rivieren zijn maar deels of niet bevaarbaar in het regenseizoen. Buiten het regenseizoen vormt onder andere een zandplaat bij de monding een hindernis voor grotere boten. Het is in West-Afrika een van de meest gebruikte vaarroutes met commercieel scheepsverkeer. Stroomopwaarts wordt vooral aardolie vervoerd, stroomafwaarts landbouwproducten als aardnoten en katoen.
De rivier wordt verder gebruikt voor irrigatie van landbouwgewassen. Hierdoor is het debiet van de rivier verminderd.

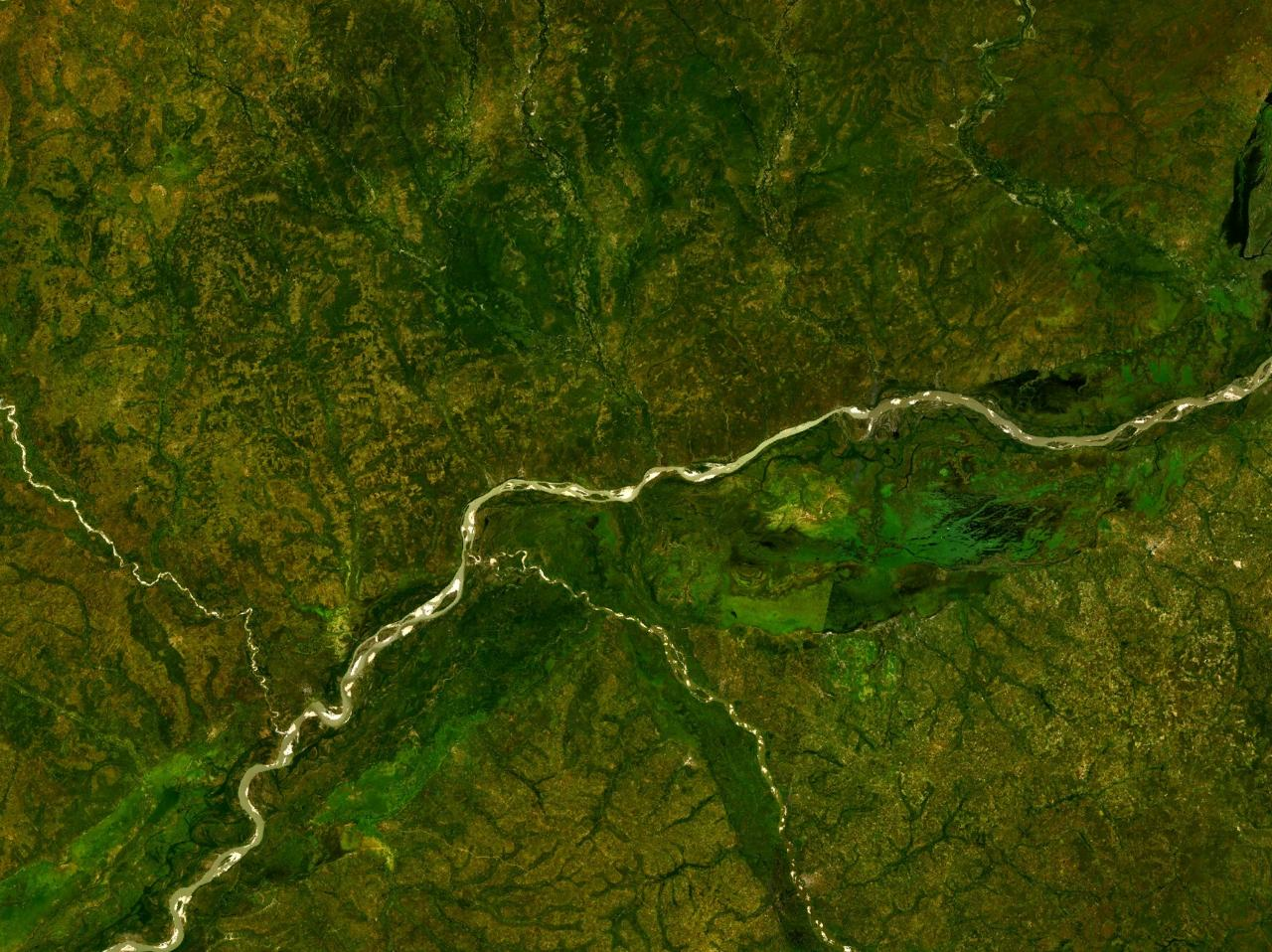
De Benue in Oost-Nigeria

- Gemeinsame Normdatei: 1049347137
- Library of Congress Control Number: sh88005232
- Nationale Bibliotheek van Israël: 987007529945905171
- Virtual International Authority File: 307310271